# Йёслиен, Оскар
Оскар Йёслиен (норв. Oscar Gjøslien; 9 ноября 1909 года, Лиер — 20 мая 1995 года, Драммен) — норвежский лыжник, призёр чемпионата мира.  

## Карьера
На чемпионате мира 1938 года в Лахти, участвовал в двух гонках, 18 км - 26-е место, 50 км - 35-е место.
На чемпионате мира 1939 года в Закопане завоевал бронзовую медаль в гонке на 50 км, показав результат 3:05:42 он более 5 минут уступил серебряному призёру финну Клаэсу Карппинену и лишь 14 секунд выиграв у ставшего четвёртым другого финна Пекки Ваннинена.
В Олимпийских играх никогда не участвовал. В 1935 году победил в гонке на 50 км на престижнейшем в то время Хольменколленском лыжном фестивале. 